# Landeshochschulgesetz
Ein Landeshochschulgesetz (LHG) ist in Deutschland ein Gesetz, mit dem die Länder in der Bundesrepublik Deutschland ihre Gesetzgebungshoheit im Hochschulbereich ausüben. Diese ist den Ländern durch das Grundgesetz im Rahmen ihrer Kulturhoheit zugewiesen; die frühere Rahmenkompetenz des Bundes ist seit der Föderalismusreform von 2006 weggefallen. Das Hochschulrahmengesetz gilt jedoch als bisheriges Bundesrahmenrecht fort (Art. 125a und Art. 125b des Grundgesetzes).
Die Landeshochschulgesetze enthalten im Allgemeinen Regelungen zur Personalstruktur und inneren Organisation der Hochschule, zur Mitbestimmung der einzelnen Mitgliedergruppen im Rahmen der Gruppenhochschule sowie zur Ordnung von Forschung, Lehre und Studium einschließlich Hochschulzulassung und Studienabschlüsse.
Alle Länder haben heute jeweils ein Hochschulgesetz für alle ihre Hochschulen; in einigen Ländern umfasst es auch Berufsakademien und Studentenwerke. Früher gab es in mehreren Ländern auch nach Hochschularten (Universitäten, Fachhochschulen, Kunsthochschulen, …) getrennte Gesetze. 
Eine Koordination der Länder untereinander findet in der Kultusministerkonferenz statt.

## Liste der Landeshochschulgesetze in Deutschland
- Baden-Württemberg: Landeshochschulgesetz (LHG) vom 1. Januar 2005
- Bayern: Bayerisches Hochschulinnovationsgesetz (BayHIG) vom 5. August 2022
- Berlin: Berliner Hochschulgesetz (BerlHG) vom 13. Februar 2003 in der Fassung der Bekanntmachung vom 26. Juli 2011
- Brandenburg: Brandenburgisches Hochschulgesetz (BbgHG) vom 28. April 2014
- Bremen: Bremisches Hochschulgesetz (BremHG) vom 14. November 1977 in der Fassung der Bekanntmachung vom 9. Mai 2007
- Hamburg: Hamburgisches Hochschulgesetz (HmbHG) vom 18. Juli 2001
- Hessen: Hessisches Hochschulgesetz (HessHG) vom 14. Dezember 2021
- Mecklenburg-Vorpommern: Landeshochschulgesetz (LHG M-V) vom 5. Juli 2002
- Niedersachsen: Niedersächsisches Hochschulgesetz (NHG) vom 24. Juni 2002 in der Fassung der Bekanntmachung vom 26. Februar 2007
- Nordrhein-Westfalen: Hochschulgesetz (HG) vom 16. September 2014
- Rheinland-Pfalz: Hochschulgesetz (HochSchG) vom 23. September 2020
- Saarland: Saarländisches Hochschulgesetz (SHSG) vom 30. November 2016
- Sachsen: Sächsisches Hochschulgesetz (SächsHSG) vom 31. Mai 2023
- Sachsen-Anhalt: Hochschulgesetz des Landes Sachsen-Anhalt (HSG LSA)
- Schleswig-Holstein: Hochschulgesetz (HSG)
- Thüringen: Thüringer Hochschulgesetz (ThürHG)